# Бернарди, Алессандро Лучано
Алессандро Лучано Бернарди (итал. Alessandro Luciano Bernardi, 1920—2001) — швейцарский ботаник итальянского происхождения.

## Биография
Алессандро Лучано Бернарди родился в итальянском городе Болонья 6 марта 1920 года. Во время Второй мировой войны Бернарди был командиром парашютного батальона. Затем получил степень доктора наук по сельскому хозяйству в Болонском университете.
В 1949 году Бернарди эмигрировал в Венесуэлу, работал в Министерстве сельского хозяйства страны. Затем работал в Андском университете на факультете лесного хозяйства. С 1953 по 1959, после того, как ушёл в отставку Леон Круаза, Бернарди был профессором дендрологии Андского университета. Собрал более 8 тысяч гербарных образцов из Венесуэлы и Гайаны. В 1960 году переехал в швейцарский город Нёвшатель. В том же году был назначен куратором в Женевском ботаническом саду.
В начале 1960-х годов Бернарди совершил поездки в Кот-д’Ивуар, Либерию, Нигерию, Камерун, Габон, Конго, Кению и Южную Африку. Затем посещал гербарии в Северной и Южной Америке, Европе и России. В 1967 году он посетил Новую Зеландию, Австралию, Таиланд, Филиппины, Индонезию, Мадагаскар и Маскаренские острова. С 1973 по 1975 изучал флору Индии, Пакистана, Южной Африки и островов Индийского океана. В 1978—1979 вместе с Эджидио Анкизи собирал образцы растений в Парагвае и Аргентине.
В 1982 году ушёл на пенсию, однако в 1986 вернулся в Женевский ботанический сад, чтобы продолжить изучение растений семейства Истодовые Южной Америки и флоры лавровых Парагвая. Лучано Бернарди скончался 1 декабря 2001 года в Женеве.

## Некоторые виды растений, названные в честь А. Л. Бернарди
- Anthurium bernardii Croat, 1986
- Clidemia bernardii Wurdack, 1969
- Couepia bernardii Prance, 1981
- Coussarea bernardii Steyerm., 1967
- Cynanchum bernardii Morillo, 1995
- Ferulago bernardii Tomk. & Pimenov, 1981
- Guettarda bernardii Steyerm., 1972
- Hoffmannia bernardii Steyerm., 1972
- Manettia bernardii Steyerm., 1972
- Miconia bernardii Wurdack, 1972
- Neea bernardii Steyerm., 1987
- Persea bernardii L.E.Kopp, 1966
- Phyllanthus bernardii Jabl., 1967
- Psychotria bernardii Steyerm., 1972
- Xylosma bernardiana Sleumer, 1974